# Hishimonus angulatus
Hishimonus angulatus är en insektsart som beskrevs av Knight 1970. Hishimonus angulatus ingår i släktet Hishimonus och familjen dvärgstritar. Inga underarter finns listade i Catalogue of Life.